# 24 Ideas
24 Ideas fou un grup de música hardcore format a la ciutat de Barcelona a començaments de l'any 1992. Hereus dels pioners de l'escena barcelonina Subterranean Kids, 24 Ideas ocupa un lloc destacat en la història del hardcore cru de la vella escola. El seu baixista, Jordi Llansamà, havia fundat el 1990 el segell discogràfic independent BCore Disc.

## Trajectòria
La primera maqueta de 24 Ideas (Demotape, 1992) posà de manifest, a través 20 cançons, la passió pel hardcore nord-americà dels principis de 1980, i aviat l'EP Sick of banality (1993) continuà escopint ràfegues de hardcore amb reminiscències d'Agnostic Front i Poison Idea. El seu àlbum de debut, i únic llarga durada de la seva carrera, fou editat per la discogràfica alemanya Amok (24 Ideas, 1993).
Abans de separar-se el juny de 1994, algunes cançons en directe gravades al festival Invasion Of The Hardcore Crew foren incloses en un recopilatori homònim. Tres anys després de la seva separació, BCore Disc publicà un EP pòstum (S/t, 1997) amb temes inèdits, gravacions en directe i versions de 7 Seconds, Negative Approach i Youth of Today. L'any 2000 es publicà el CD Discografia completa, que inclou totes i cadascuna de les gravacions anteriorment esmentades.
El 12 de gener de 2012, divuit anys després del seu comiat com a banda, 24 Ideas tornà als escenaris amb una formació renovada, realitzant desenes de concerts tot sadollant les ganes de tralla del públic i enregistrant Fragments Of A Broken Faith (H-Records, 2016). Després d'un llarg temps d'inactivitat pública, l'agost de 2017 la banda comunicà l'acabament definitiu de la seva activitat.